# Dörpholz
Dörpholz ist eine Hofschaft in Remscheid in Nordrhein-Westfalen (Deutschland).

## Lage und Verkehrsanbindung
Dörpholz liegt im südöstlichen Remscheid im statistischen Stadtteil Engelsburg des Stadtbezirks Lennep an der Landesstraße 412 auf dem Höhenzug zwischen den Tälern der Dörpe und des Feldbachs. Nachbarorte sind das unmittelbar angrenzende Grünebirke, Dörperhöhe, Lüdorf, Repslöh, Forsten, Ober- und Niederfeldbach. Abgegangen ist die Hagermühle.
Der Ort ist über die Remscheider Stadtgrenzen hinaus durch den dort langjährig ansässigen Gastronomiebetrieb Eierkaal bekannt, dessen Mit-Eigentümerin die Idee für die Anlage einer neuen Allee aus 64 Winterlinden auf beiden Seiten des  Röntgenwanderweges hatte. Im Jahr 2010 wurde die Allee durch den  Umweltminister Uhlenbrock eingeweiht, der auch eigenhändig den ersten Formschnitt an der Allee ausführte. Die Allee, im Alleenkataster des Landes geführt wird, steht wie alle Alleen in NRW nach § 41 Landesnaturschutzgesetz unter gesetzlichem Schutz. Im Umfeld der Allee wurde auch eine Strauchhecke und eine Streuobstwiese angelegt – Grundstock eines geplanten Naturerlebnisweges. Eine Landwehr, vermutliche eine Wegsperre des alten Höhenwegs (die heutige Landesstraße), zieht sich von dem Ort durch den Wald hinab zu dem Feldbach. Der Wallgraben der Landwehr ist als Bodendenkmal unter Schutz gestellt.
Der Ort teilte sich in die zwei Wohnplätze Oberdörpholz an der Landesstraße und Niederdörpholz etwa 50 m südöstlich auf. Niederdörpholz ging Ende des 20. Jahrhunderts ab.

## Geschichte
Die Karte Topographia Ducatus Montani aus dem Jahre 1715 zeigt den Hof als Dürbsholt. Im 18. Jahrhundert gehörte der Ort zum bergischen Amt Bornefeld-Hückeswagen. 1815/16 lebten 16 Einwohner im Ort.
1832 gehörte Dörpholz der Lüdorfer Honschaft an, die ein Teil der Hückeswagener Außenbürgerschaft innerhalb der Bürgermeisterei Hückeswagen war. Der laut der Statistik und Topographie des Regierungsbezirks Düsseldorf als Weiler kategorisierte Ort grenzte unmittelbar an die Lenneper Außenbürgerschaft und besaß zu dieser Zeit drei Wohnhäuser und sechs landwirtschaftliche Gebäude. Zu dieser Zeit lebten 21 Einwohner im Ort, davon acht katholischen und 13 allesamt evangelischen Glaubens.
Im Gemeindelexikon für die Provinz Rheinland werden für 1885 zwei Wohnhäuser mit 22 Einwohnern angegeben. Der Ort gehörte zu dieser Zeit zur Landgemeinde Neuhückeswagen innerhalb des Kreises Lennep. 1895 besitzt der Ort zwei Wohnhäuser mit 25 Einwohnern, 1905 zwei Wohnhäuser und 14 Einwohner.
Im Zuge der nordrhein-westfälischen Kommunalgebietsreform (§21 Düsseldorf-Gesetz) wurde am 1. Januar 1975 der östliche Bereich um Bergisch Born mit dem Hof Dörpholz aus der Stadt Hückeswagen herausgelöst und in die Stadt Remscheid eingegliedert.

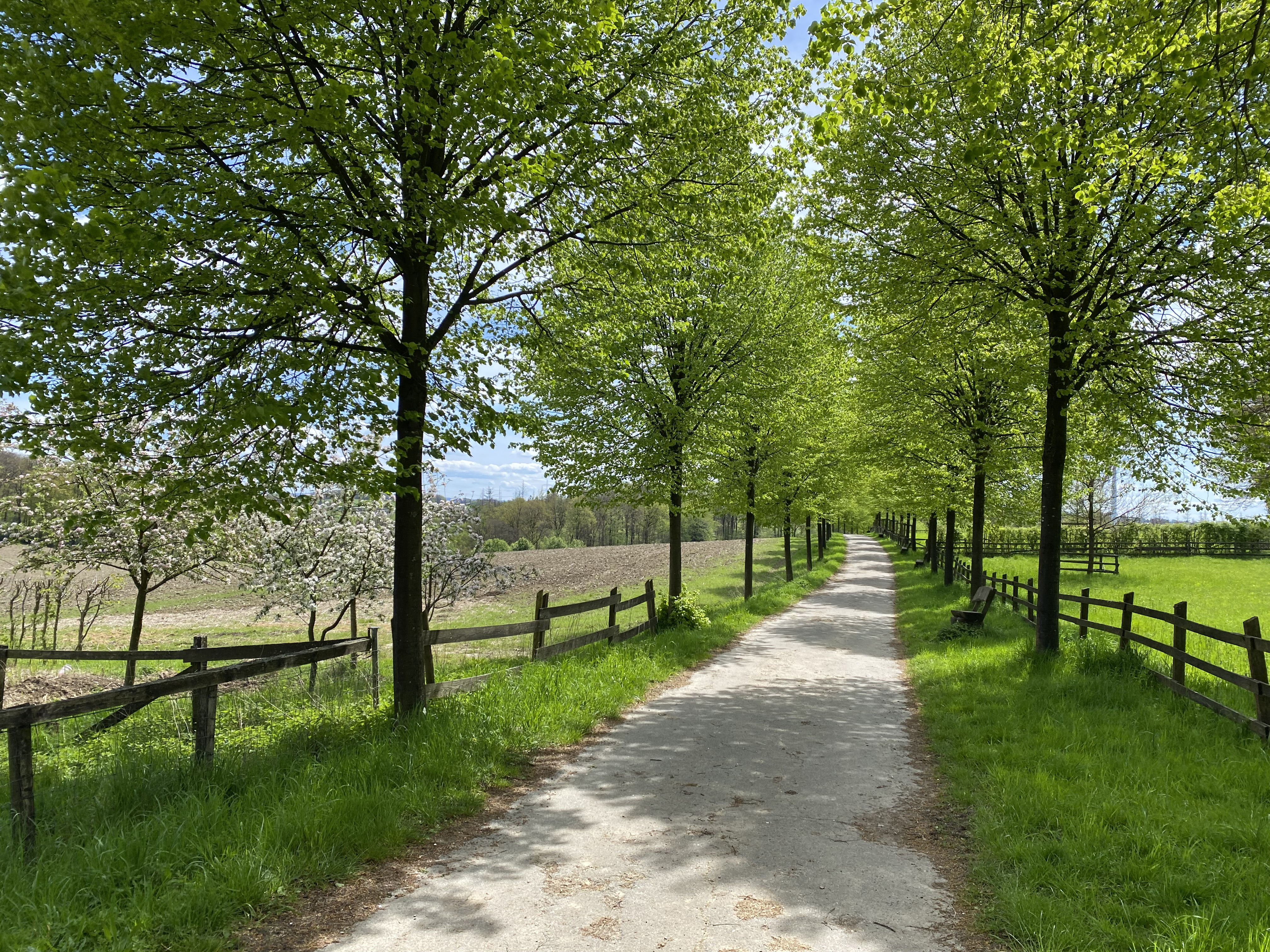
Winterlindenallee am Röntgenweg zw. NSG Dörpe- und Feldbachtal
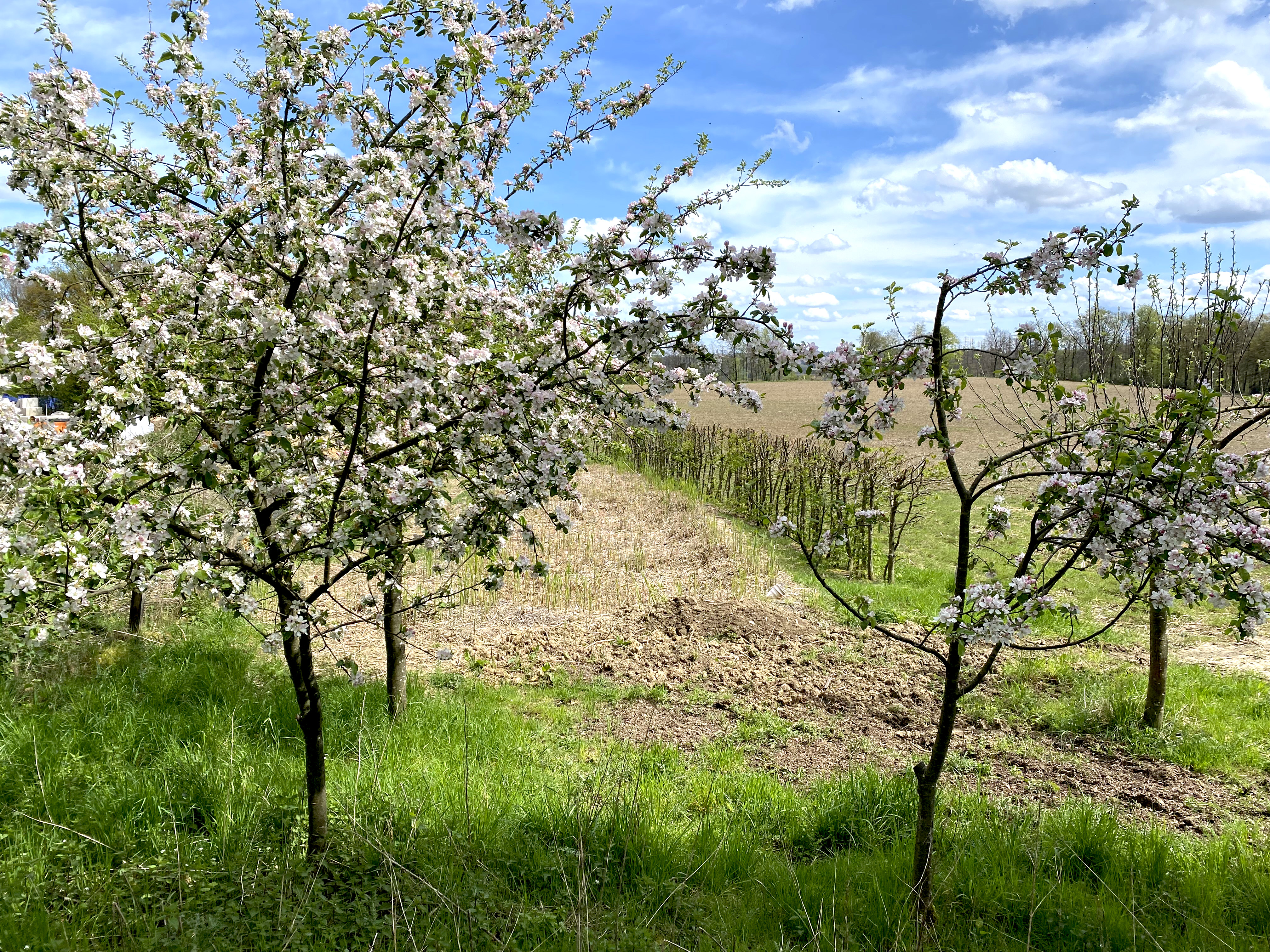
Strauchecke und blühende Obstbäume in Dörpholz